# サッカードイツ民主共和国代表
サッカードイツ民主共和国代表（サッカードイツみんしゅきょうわこくだいひょう、Fußballnationalmannschaft der DDR）は、かつて存在したドイツ民主共和国（東ドイツ）のサッカーのナショナルチームである。通称：サッカー東ドイツ代表。チームカラーは青のシャツに白のパンツ。
1990年のドイツ再統一に際して、東ドイツが西ドイツに対して吸収されたことから西ドイツ代表の記録がドイツ代表に継続されているのに対して、東ドイツ代表の記録は、これと別個に記述される事が一般的である。

## 概要
最大得点差での勝利は、1964年1月12日にセイロン（当時）のコロンボで行われたセイロン代表とのフレンドリーマッチで、12-1で勝利している。
一方最大得点差での敗北は、東ドイツのファーストゲームとなった1952年のポーランド戦を初めとして、1964年のガーナ戦、1969年のイタリア戦、1973年のベルギー戦、1974年のスコットランド戦、1978年のオランダ戦、1979年のハンガリー戦、1985年のウルグアイ戦、1986年のブラジル戦、1989年のソビエト戦、オーストリア戦、1990年のフランス戦で0-3で敗北。（12回）また、1957年のウェールズ戦、チェコスロバキア戦、1985年のデンマーク戦では1-4で敗北した。（3回）
東ドイツ最初のゲームは1952年9月21日にポーランドのワルシャワで行われたポーランド代表との試合で、既出の通り0-3で敗北している。

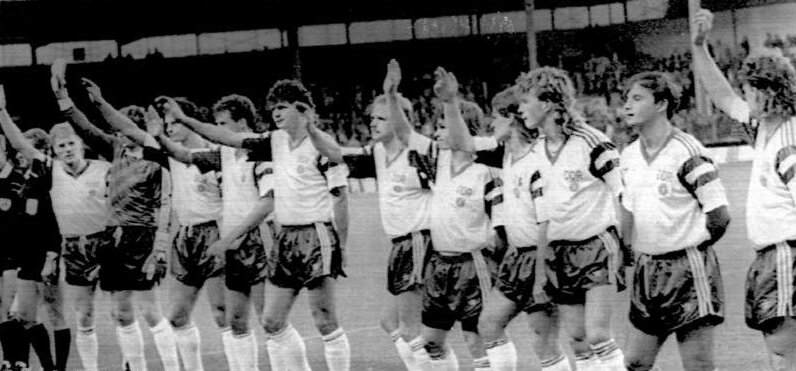
1990年9月、最後の試合に臨んだ東ドイツ代表

東ドイツ最後の試合は1990年9月12日にベルギーのブリュッセルで行われたベルギー代表との試合であった。この時点で既に10月3日のドイツ再統一まで1か月を切っていた。この試合は東ドイツにとって283回目の国際試合であった。ベルリンの壁崩壊の原因にもなった東ドイツの旅行規制は既に撤廃されていたため、アウェー戦ながらこの試合には多くの東ドイツサポーターが駆けつけた。なお試合は2−0でベルギーに勝利している。

## 歴史
東ドイツはワールドカップ、欧州選手権といったメジャータイトルでは耳目を集めるような大きな成果を残したとは言い難い。一方の西ドイツはこれらの大会でしばしばタイトルを獲得しているのでこの差異は一層顕著である。

### ワールドカップ
1974年のワールドカップ西ドイツ大会での2次リーグ進出がワールドカップでの東ドイツ唯一にして最高の成績である。
この大会では西ドイツと最初で最後の対戦が実施された。この試合は1次リーグ最終戦、会場はハンブルクのフォルクスパーク・シュタディオンであった。事前に両国の間ではワールドカップでベルリンのオリンピアシュタディオンを開催地に入れるかどうかで大きな論争になっていた。このため組合せ抽選会場では、この両国が同じ組に入ることが決まった瞬間、大きなどよめきが起こったといわれる。またこの抽選の結果、東ドイツが開催に反対していたベルリンでも対チリ戦が実施される事になった。東西ドイツの対戦については下馬評では圧倒的に西ドイツ有利と思われていたが、東ドイツが1-0で勝つという大番狂わせを演じた。この勝利で東ドイツは1次リーグを1位で突破し、2次リーグに進出した。

### オリンピック
ワールドカップや欧州選手権では振るわなかった東ドイツもオリンピックではしばしば大きな成果を残す事ができた。これは東側諸国のステート・アマの制度がオリンピックのアマチュア憲章に合致していたためで、他の東側諸国の例に東ドイツも漏れない。
1964年の東京オリンピックでは西ドイツとの連合チームとして銅メダルを獲得した。2大会後のミュンヘンオリンピックでは東ドイツ単独でソビエト連邦と銅メダルを分け合った。1976年のモントリオールオリンピックでは決勝でポーランドを3-1で破り金メダルを獲得した。1980年のモスクワオリンピックでも決勝戦まで進出したが、チェコスロバキアに0-1で敗れて銀メダルに終わった。

## ワールドカップの成績
- 1954年 - 不参加
- 1958年 - 予選敗退
- 1962年 - 予選敗退
- 1966年 - 予選敗退
- 1970年 - 予選敗退

- 1974年 - 2次リーグ敗退
- 1978年 - 予選敗退
- 1982年 - 予選敗退
- 1986年 - 予選敗退
- 1990年 - 予選敗退

## 欧州選手権の成績
- 1960年 - 予選敗退
- 1964年 - 予選敗退
- 1968年 - 予選敗退
- 1972年 - 予選敗退

- 1976年 - 予選敗退
- 1980年 - 予選敗退
- 1984年 - 予選敗退
- 1988年 - 予選敗退

## オリンピックの記録
- 1964年 - 銅メダル
- 1972年 - 銅メダル
- 1976年 - 金メダル
- 1980年 - 銀メダル

## 歴代監督
| 名前                     | 期間            | 試合数    |
| ------------------------ | --------------- | --------- |
| ヴィリ・ウールガルト     | 1952年 - 1953年 | 03        |
| ハンス・ジーゲルト       | 1954年          | 03        |
| ジャルマティ・ヤーノシュ | 1955年 - 1957年 | 10        |
| フリッツ・ゲディッケ     | 1958年 - 1959年 | 15        |
| ハインツ・クリューゲル   | 1959年 - 1960年 | 03        |
| ショーシュ・カーロイ     | 1961年 - 1967年 | 43        |
| ハラルト・ジーゲル       | 1967年 - 1969年 | 12        |
| ゲオルク・ブシュナー     | 1970年 - 1981年 | 113 (105) |
| ルドルフ・クラウゼ       | 1982年 - 1983年 | 20        |
| ベルント・スタンゲ       | 1983年 - 1988年 | 51        |
| マンフレート・ツァプ     | 1988年 - 1989年 | 06        |
| エドゥアルト・ゲーイェル | 1989年 - 1990年 | 12        |

## 選手

### キャップ
下記は、ドイツ民主共和国代表の歴代出場試合数のリストである。ここではドイツサッカー連盟（DFB）の公式サイトに記載された数字を記述するが、この記録には国際サッカー連盟（FIFA）の公式記録からは除外されているオリンピックでの10試合が含まれている。なお、FIFAによる記録は括弧内に記述されている。
| 位 | 名前                       | キャップ数 | 期間            |
| -- | -------------------------- | ---------- | --------------- |
| 1  | ヨアヒム・シュトライヒ     | 102 (98)   | 1969年 - 1984年 |
| 2  | ハンス＝ユルゲン・デルナー | 100 (96)   | 1969年 - 1985年 |
| 3  | ユルゲン・クロイ           | 94 (86)    | 1967年 - 1981年 |
| 4  | コンラート・ヴァイゼ       | 86 (78)    | 1970年 - 1981年 |
| 5  | エベラルト・フォーゲル     | 74 (69)    | 1962年 - 1976年 |
| 6  | ベルント・ブランシュ       | 72 (64)    | 1967年 - 1976年 |
| 7  | ペーター・デュッケ         | 68 (63)    | 1960年 - 1975年 |
| 8  | マルティン・ホフマン       | 66 (62)    | 1973年 - 1981年 |
| 8  | ローター・クルビュヴァイト | 66 (59)    | 1970年 - 1981年 |
| 10 | ロナルト・クレエル         | 65 (65)    | 1982年 - 1989年 |

### 得点
下記は、ドイツ民主共和国代表の歴代得点記録のリストである。ここではドイツサッカー連盟（DFB）の公式サイトに記載された数字を記述するが、この記録には国際サッカー連盟（FIFA）の公式記録からは除外されているオリンピックでの10試合が含まれている。なお、FIFAによる記録は括弧内に記述されている。
| 位 | 名前                           | 得点数  |
| -- | ------------------------------ | ------- |
| 1  | ヨアヒム・シュトライヒ         | 55 (53) |
| 2  | ハンス＝ユルゲン・クライシェ   | 25 (22) |
| 2  | エベラルト・フォーゲル         | 25 (24) |
| 4  | ライナー・エルンスト           | 20 (20) |
| 5  | ヘニンク・フレンツェル         | 19 (19) |
| 6  | マルティン・ホフマン           | 16 (15) |
| 6  | ユルゲン・ネルドナー           | 16 (16) |
| 6  | アンドレアス・トーム           | 16 (16) |
| 9  | ペーター・デュッケ             | 15 (15) |
| 9  | ユルゲン・シュパールヴァッサー | 15 (14) |

### ドイツ民主共和国代表とドイツ代表の双方でプレーした選手一覧
1990年のドイツ再統一以降に、ドイツ民主共和国（東ドイツ）代表と統一ドイツ代表の双方でプレーをした選手を記述する。ここではドイツサッカー連盟(DFB)の公式サイトに記載された数字を記述する。
| 選手名               | 東ドイツ | 東ドイツ | 統一ドイツ | 統一ドイツ | 合計 | 合計 |
| 選手名               | 試合     | 得点     | 試合       | 得点       | 試合 | 得点 |
| -------------------- | -------- | -------- | ---------- | ---------- | ---- | ---- |
| ウルフ・キルステン   | 49       | 14       | 51         | 20         | 100  | 34   |
| マティアス・ザマー   | 23       | 6        | 51         | 8          | 74   | 14   |
| アンドレアス・トーム | 51       | 16       | 10         | 2          | 61   | 18   |
| トーマス・ドル       | 29       | 7        | 18         | 1          | 47   | 8    |
| ダリウス・ヴォッシュ | 7        | 0        | 17         | 1          | 24   | 1    |
| オラフ・マーシャル   | 4        | 0        | 13         | 3          | 17   | 3    |
| ハイコ・ショルツ     | 7        | 0        | 1          | 0          | 8    | 0    |
| ディルク・シュスター | 4        | 0        | 3          | 0          | 7    | 0    |